# Alejandro Marcovich
Alejandro Marcovich Padlog (Buenos Aires, Argentina, 3 de junio de 1960) es un guitarrista, cantante, compositor, arreglista y productor argentino naturalizado mexicano. Ha incursionado y colaborado en diversos géneros musicales. Es principalmente famoso por haber sido miembro de la banda mexicana Caifanes a la cual se unió en 1989.

## Biografía
El 26 de marzo de 1976, Alejandro, en compañía de sus padres Héctor Marcovich, Judith Padlog y sus hermanos Andrea, Carlos y Gustavo, abandonaron Argentina a consecuencia del golpe de Estado y se exiliaron en México.
Estudió física en la UNAM y música en la Escuela Nacional de Música (UNAM) y en la Escuela Superior de Música (INBA), así como en el Colegio de Música  (antes Departamento de Música) y en el taller de jazz de la Escuela Superior de Música (INBA). Tomó talleres de jazz en Estados Unidos con Joe Diorio y con Jim Hall.
Ha sido fundador o integrante de grupos como: Leviatán, Las Insólitas Imágenes de Aurora y Caifanes. En todos ha hecho una o más de las siguientes labores: guitarrista líder, arreglista, autor, coautor, productor, coproductor y cantante.
También se ha desempeñado como productor y arreglista de artistas y grupos como Santa Sabina,  Los Estrambóticos, Malena Durán, Rita Guerrero, Caifanes, El Círculo, Pink Punk, Yucatán a go-go, Ultrasónicas, Enter, Lady Bombón, Juan y La Bruja y Ranarex. Además ha sido invitado a grabar la guitarra en los discos de artistas como: Gerardo Enciso, Celso Piña, Kenny & Los Eléctricos, Radio Kaos, Doctor Fanatik, Leonardo de Lozanne, Los Estrambóticos, Los Lagartos, Pink Punk, Las Ultrasónicas, El Círculo, Mario Domm, Enter, Los Amantes de Lola, La Casta, Ranarex, Toti Willy, Mishel Domenssain, Banda Maguey, Banda Mach, La Firma, El Plan,Los Mirlos, Carlos Ann, Daniel, Me Estás Matando, Alfonso André. Ha compuesto música para películas como: "¿Quién diablos es Juliette?", "Dr. Jekyll & Mr. Hyde" y "¿Cómo no te voy a querer?".
A partir del año 1995, además de tocar en conciertos y producir discos, dedica parte de su tiempo a la enseñanza de la música, dando clínicas, talleres y master classes para guitarristas y grupos, así como talleres de guitarra, armonía e improvisación en México, Estados Unidos y España. También se presenta como solista haciendo improvisación pura con guitarra eléctrica y pedales de loops. En muchas ocasiones ha hecho improvisación en vivo sobre la película muda de 1920 Dr. Jekyll & Mr. Hyde. 
Alejandro Marcovich recibió un premio Éxitos de la Sociedad de Autores y Compositores de México por sus 25 años de trayectoria en la música el 27 de agosto de 2022.

## Discografía oficial
- Las Insólitas Imágenes de Aurora - ¡En vivo! (1986)
- Caifanes - El Diablito (1990)
- Caifanes - El Silencio (1992)
- Caifanes - El Nervio del Volcán (1994)
- Caifanes - Caifanes MTV Unplugged (1995)
- Alejandro Marcovich - película ¿Quién diablos es Juliette? (1997) (música original)
- Alejandro Marcovich - película Cómo no te voy a querer (2008) (música original)
- Alejandro Marcovich - Nocturnal (2003)
- Alejandro Marcovich - Alebrije (2015)
- El Plan y Alejandro Marcovich - En el tiempo (2017)
- Alejandro Marcovich y El Plan: ¡¡Eso me vuelve loco!! (2023)
- Alejandro Marcovich - ¡La gente como quiera baila! (2024)

#### Colaboraciones
- Gerardo Enciso - Tarará (2000)
- Celso Piña - Mundo Colombia (2002): «Caballo viejo»
- Leonardo de Lozanne - Turistas (2002)
- Los Amantes de Lola - Historias de cabaret (2006): «Mamá»
- Alfonso André - Cerro del aire (2011): «La piel»
- Banda Mach y Banda Maguey - Se me acusa (2015): «Vientos de cambio»
- La Firma - Happy 20's (2017): «Perdona mis errores»
- Carlos Ann - Mapa Mental (2018): «Cientos»
- Daniel, Me Estás Matando - Grandes Éxitos del Bolero Glam Vol.2 (2021): «El desprecio»
- Los Mirlos - «El Escape» (2023)

Bibliografía
«Vida y música de Alejandro Marcovich». Primera edición, 2015, Ediciones B. Segunda edición, 2018, Penguin Random House.